# Sarmat Tsakoyev
Sarmat Tsakoyev –en ruso, Сармат Цакоев– es un deportista ruso que compite en taekwondo.
Ganó dos medallas en el Campeonato Europeo de Taekwondo, oro en 2021 y plata en 2018, ambas en la categoría de –68 kg.

## Palmarés internacional
| Campeonato Europeo | Campeonato Europeo | Campeonato Europeo | Campeonato Europeo |
| Año                | Lugar              | Medalla            | Categoría          |
| ------------------ | ------------------ | ------------------ | ------------------ |
| 2018               | Kazán (Rusia)      | Medalla de plata   | –68 kg             |
| 2021               | Sofía (Bulgaria)   | Medalla de oro     | –68 kg             |